# Eunica eburnea
Eunica eburnea är en fjärilsart som beskrevs av Hans Fruhstorfer 1907. Eunica eburnea ingår i släktet Eunica och familjen praktfjärilar. Inga underarter finns listade i Catalogue of Life.